# Денисово (Рамешковский район)
Денисово — деревня в Рамешковском районе Тверской области.

## География
Находится в восточной части Тверской области на расстоянии приблизительно 12 км на запад-юго-запад по прямой от районного центра поселка Рамешки на правом берегу реки Медведица.

## История
Известна с 1859 года как помещичья карельская деревня с 49 дворами, принадлежавшая Н. В. Зиновьеву, генерал-адъютанту, проживавшему в Петербурге. В 1887 — 62 двора, в 1936 — 46, в 2001 — 17 домов местных жителей и 19 домов — собственность наследников и дачников. В советское время работали колхозы «Активист», «Заветы Ильича» и совхоз «Тучевский». До 2021 входила в сельское поселение Никольское Рамешковского района до их упразднения.

## Население
Численность населения: 310 человек (1859 год), 357 (1887, все карелы), 396 (1897), 321 (1936), 41(1989), 20 (карелы 80 %, русские 20 %) в 2002 году, 13 в 2010.